# 1728 w muzyce
Wydarzenia muzyczne w 1728 roku.

## Dzieła
- Georg Philipp Telemann – Sonate Metodische (muzyka kameralna)
- Jan Dismas Zelenka – Missa Circumcisionis Dei Nostri Jesu Christi
- Jan Dismas Zelenka – Dixit Dominus w C
- Jan Dismas Zelenka – Dixit Dominus w F
- Jan Dismas Zelenka – Confitebor tibi Domine w a
- Jan Dismas Zelenka – Confitebor tibi Domine w e
- Jan Dismas Zelenka – Laudate Dominum w F
- Jan Dismas Zelenka – Laudate pueri w a
- Jan Dismas Zelenka – In exitu Israel w g
- Jan Dismas Zelenka – Credidi w a
- Jan Dismas Zelenka – In convertendo w g
- Jan Dismas Zelenka – Beati omnes w g
- Jan Dismas Zelenka – De profundis w a
- Jan Dismas Zelenka – Memento Domine David w E
- Jan Dismas Zelenka – Confitibor tibi Domine w B
- Jan Dismas Zelenka – Domine probasti me w F
- Jan Dismas Zelenka – Lauda Jerusalem w a
- Jan Dismas Zelenka – Lauda Jerusalem w d (zaginione)
- Jan Dismas Zelenka – Alma Redemptoris Mater w d

## Urodzili się
- 16 stycznia – Niccolò Piccinni, włoski kompozytor operowy (zm. 1800)
- 17 stycznia – Johann Gottfried Müthel, niemiecki kompozytor (zm. 1788)
- 24 lutego – Franz Joseph Aumann, austriacki kompozytor (zm. 1797)
- 11 maja – Pierre Gaviniès, francuski skrzypek i kompozytor (zm. 1800)
- 30 sierpnia – Urban Müller, polski duchowny katolicki, zakonnik (cysters), kompozytor okresu baroku i klasycyzmu (zm. 1799)
- 9 grudnia – Pietro Alessandro Guglielmi, włoski kompozytor (zm. 1804)
- 25 grudnia – Johann Adam Hiller, niemiecki kompozytor, dyrygent, pisarz muzyczny i organizator życia muzycznego, założyciel szkoły śpiewu (zm. 1804)

## Zmarli
- 12 lutego – Agostino Steffani, włoski kompozytor, kapłan katolicki i biskup, dyplomata (ur. 1654)
- 15 sierpnia – Marin Marais, francuski gambista i kompozytor okresu baroku (ur. 1656)